# Peter Demnitz
Peter Demnitz (* 9. Oktober 1950 in Hagen) ist ein Politiker der SPD und war von 2004 bis zum 21. Oktober 2009 Oberbürgermeister der kreisfreien Stadt Hagen im östlichen Ruhrgebiet.
Nach dem Besuch der Goethe-Volksschule in Hagen-Boele machte er nach seinem Schulabschluss bei der Papierfabrik Kabel eine Ausbildung zum Starkstrom-Elektriker. Danach folgte die Weiterbildung zum staatlich geprüften Elektrotechniker.
Nach 20-jähriger Tätigkeit im Beruf bei Stora Enso, gleichzeitiger gewerkschaftlicher und gesellschaftspolitischer Fortbildung wurde Peter Demnitz 1985 Geschäftsführer der SPD in Hagen.
2004 konnte sich Demnitz gegen den Kandidaten Christoph Gerbersmann (CDU) nach einer Stichwahl knapp durchsetzen. SPD und CDU haben in Hagen für alle wichtigen Sachfragen eine Zusammenarbeit vereinbart, um eine stabile Mehrheit im Rat der Stadt Hagen zu bilden.
Am 16. Mai 2008 gab Demnitz bekannt, bei der Wahl 2009 nicht erneut als OB-Kandidat anzutreten. Sein Nachfolger im Amt war der CDU-Politiker Jörg Dehm.